# Saison 1969 de l'ATP
La saison 1969 de l'ATP correspond à l'ensemble des tournois de tennis professionnels organisés par l'ATP entre janvier et novembre 1969.

## Faits marquants
Début décembre 1968, les membres de la Fédération internationale ont retenu trente tournois Open dont 5 sont organisés en Australie, aux Etats-Unis et au Royaume-Uni, deux en France et en Afrique du Sud, tandis que 11 pays accueillent chacun une épreuve.

## Palmarès

### Simple
| Date  | Nom et lieu du tournoi                            | Cat.       | ($)     | Surf.              | Vainqueur         | Finaliste         | Score                    | Tableau |
| 06/01 | Tournoi de Melbourne, Melbourne                   | Grand Prix | 11 500  | Herbe (ext.)       | Stan Smith        | Arthur Ashe       | 14-12, 6-8, 6-3, 8-6     | Tableau |
| 13/01 | Tournoi de tennis de Sydney, Sydney               | Grand Prix | 20 000  | Herbe (ext.)       | Tony Roche        | Rod Laver         | 6-4, 4-6, 9-7, 12-10     | Tableau |
| 23/01 | Open d'Auckland, Auckland                         | Grand Prix | 6 000   | Herbe (ext.)       | Tony Roche        | Rod Laver         | 6-1, 6-4, 4-6, 6-3       | Tableau |
| 20/01 | Australian Open, Melbourne                        | G. Chelem  | 26 500  | Herbe (ext.)       | Rod Laver         | Andrés Gimeno     | 6-3, 6-4, 7-5            | Tableau |
| 05/02 | U.S. Indoor, Philadelphie                         | Grand Prix | 30 000  | Synthétique (int.) | Rod Laver         | Tony Roche        | 7-5, 6-4, 6-4            | Tableau |
| 03/03 | Tournoi de tennis de Caracas, Caracas             | Grand Prix |         | Terre (ext.)       | Thomaz Koch       | Mark Cox          | 8-6, 6-3, 2-6, 6-4       | Tableau |
| 10/03 | Barranquilla Colombia International, Barranquilla | Grand Prix |         | Terre (ext.)       | Ilie Năstase      | Jan Kodeš         | 6-4, 6-4, 8-10, 2-6, 6-3 | Tableau |
| 15/04 | Tournoi de Monte-Carlo, Monte-Carlo               | Grand Prix | 12 000  | Terre (ext.)       | Tom Okker         | John Newcombe     | 8-10, 6-1, 7-5, 6-3      | Tableau |
| 28/04 | British Hard Court, Bournemouth                   | Grand Prix | 17 000  | Terre (ext.)       | John Newcombe     | Bob Hewitt        | 6-8, 6-3, 5-7, 6-4, 6-4  | Tableau |
| 21/05 | Italian Championships, Rome                       | Grand Prix | 35 000  | Terre (ext.)       | John Newcombe     | Tony Roche        | 6-3, 4-6, 6-2, 5-7, 6-3  | Tableau |
| 28/05 | Roland Garros, Paris                              | G. Chelem  | 48 500  | Terre (ext.)       | Rod Laver         | Ken Rosewall      | 6-4, 6-3, 6-4            | Tableau |
| 09/06 | Bristol West of England Open, Bristol             | Grand Prix | 17 000  | Herbe (ext.)       | Ken Rosewall      | Pierre Barthes    | 8-10, 6-3, 6-1           | Tableau |
| 16/06 | Grass Court Championships, Londres                | Grand Prix | 2 400   | Herbe (ext.)       | Fred Stolle       | John Newcombe     | 6-3, 22-20               | Tableau |
| 23/06 | Wimbledon, Londres                                | G. Chelem  | 50 544  | Herbe (ext.)       | Rod Laver         | John Newcombe     | 6-4, 5-7, 6-4, 6-4       | Tableau |
| 07/07 | Swedish Championships, Båstad                     | Grand Prix |         | Terre (ext.)       | Manuel Santana    | Ion Țiriac        | 8-6, 6-4, 6-1            | Tableau |
| 09/07 | U.S. Pro Championships, Boston                    | Grand Prix |         | Synthétique (ext.) | Rod Laver         | John Newcombe     | 7-5, 6-2, 4-6, 6-1       | Tableau |
| 14/07 | Cincinnati Open, Cincinnati                       | Grand Prix | 15 000  | Terre (ext.)       | Cliff Richey      | Allan Stone       | 6-1, 6-2                 | Tableau |
| 21/07 | U.S. Men's Clay Court Championships, Indianapolis | Grand Prix | 20 000  | Terre (ext.)       | Željko Franulović | Arthur Ashe       | 8-6, 6-3, 6-4            | Tableau |
| 27/07 | Swiss International Open, Gstaad                  | Grand Prix | 20 000  | Terre (ext.)       | Roy Emerson       | Tom Okker         | 6-1, 12-14, 6-4, 6-4     | Tableau |
| 03/08 | Dutch open, Hilversum                             | Grand Prix | 6 500   | Dur (ext.)         | Tom Okker         | Roger Taylor      | 10-8, 7-9, 6-4, 6-4      | Tableau |
| 09/08 | Canadian Open, Toronto                            | Grand Prix | 9 000   | Terre (ext.)       | Cliff Richey      | Butch Buchholz    | 6-4, 5-7, 6-4, 6-0       | Tableau |
| 11/08 | German Championships, Hambourg                    | Grand Prix | 18 000  | Terre (ext.)       | Tony Roche        | Tom Okker         | 6-1, 5-7, 8-6, 7-5       | Tableau |
| 27/08 | US Open, Forest Hills                             | G. Chelem  | 105 000 | Herbe (ext.)       | Rod Laver         | Tony Roche        | 7-9, 6-1, 6-2, 6-2       | Tableau |
| 20/09 | Pacific Southwest, Los Angeles                    | Grand Prix | 24 500  | Dur (ext.)         | Pancho Gonzales   | Cliff Richey      | 6-0, 7-5                 | Tableau |
| 04/10 | Spanish Open, Barcelone                           | Grand Prix |         | Terre (ext.)       | Manuel Orantes    | Manuel Santana    | 6-4, 7-5, 6-4            | Tableau |
| 01/11 | Stockholm Indoor Championships, Stockholm         | Grand Prix | 26 000  | Dur (int.)         | Nikola Pilić      | Ilie Năstase      | 6-4, 4-6, 6-2            | Tableau |
| 05/11 | Paris Indoor Open Championships, Paris            | Grand Prix |         | Synthétique (int.) | Tom Okker         | Butch Buchholz    | 8-6, 6-2, 6-1            | Tableau |
| 11/11 | South American Open, Buenos Aires                 | Grand Prix |         | Terre (ext.)       | François Jauffret | Željko Franulović | 3-6, 6-2, 6-4, 6-3       | Tableau |

### Double
| Date  | Nom et lieu du tournoi                            | Cat.       | ($)    | Surf.              | Vainqueur                         | Finaliste                             | Score                    | Tableau          |
| 20/01 | Australian Open, Sydney                           | G. Chelem  | 21 180 | Herbe (ext.)       | Rod Laver Roy Emerson             | Ken Rosewall Fred Stolle              | 6-4, 6-4, 6-4            | Tableau          |
| 05/02 | U.S. Indoor, Philadelphie                         | Grand Prix | 30 000 | Synthétique (int.) | Tom Okker Marty Riessen           | Tony Roche John Newcombe              | 8-6, 6-4                 | Tableau          |
| 15/04 | Tournoi de Monte-Carlo, Monte-Carlo               | Grand Prix | 5 000  | Terre (ext.)       | John Newcombe Owen Davidson       | Pancho Gonzales Dennis Ralston        | 7-5, 11-13, 6-2, 6-1     | Tableau          |
| 21/05 | Italian Championships, Rome                       | Grand Prix | 14 900 | Terre (ext.)       | Tony Roche John Newcombe          | Dick Crealy Allan Stone               | 6-1, 13-11, 6-2          | Tableau          |
| 28/05 | Roland Garros, Paris                              | G. Chelem  |        | Terre (ext.)       | Tony Roche John Newcombe          | Roy Emerson Rod Laver                 | 4-6, 6-1, 3-6, 6-4, 6-4  | Tableau          |
| 16/06 | Grass Court Championships, Londres                | Grand Prix |        | Herbe (ext.)       | Dennis Ralston Owen Davidson      | Ove Bengtson Thomaz Koch              | 8-6, 6-3                 | Tableau          |
| 23/06 | Wimbledon, Wimbledon                              | G. Chelem  |        | Herbe (ext.)       | John Newcombe Tony Roche          | Tom Okker Marty Riessen               | 7-5, 11-9, 6-3           | Tableau          |
| 14/07 | Cincinnati Open, Cincinnati                       | Grand Prix | 15 000 | Terre (ext.)       | Stan Smith Robert Lutz            | Arthur Ashe Charlie Pasarell          | 6-3, 6-4                 | Tableau          |
| 21/07 | U.S. Men's Clay Court Championships, Indianapolis | Grand Prix | 25 000 | Terre (ext.)       | Clark Graebner Bill Bowrey        | Dick Crealy Allan Stone               | 6-4, 4-6, 6-4            | Tableau          |
| 27/07 | Swiss International Open, Gstaad                  | Grand Prix |        | Terre (ext.)       | Tom Okker Marty Riessen           | Roy Emerson Malcolm Anderson          | 6-1, 6-4                 | Tableau          |
| 09/08 | Canadian Open, Toronto                            | Grand Prix | 7 500  | Terre (ext.)       | John Newcombe Ron Holmberg        | Butch Buchholz Raymond Moore          | 6-3, 6-4                 | Tableau          |
| 11/08 | German Championships, Hambourg                    | Grand Prix |        | Terre (ext.)       | Tom Okker Marty Riessen           | Jean-Claude Barclay Jürgen Fassbender | 6-1, 6-2, 6-4            | Tableau\|Tableau |
| 27/08 | US Open, Forest Hills                             | G. Chelem  | 89 400 | Herbe (ext.)       | Fred Stolle Ken Rosewall          | Charlie Pasarell Dennis Ralston       | 2-6, 7-5, 13-11, 6-3     | Tableau          |
| 20/09 | Pacific Southwest, Los Angeles                    | Grand Prix | 24 500 | Dur (ext.)         | Pancho Gonzales Ron Holmberg      | Jim McManus Jim Osborne               | 6-3, 6-4                 | Tableau          |
| 04/10 | Spanish Open, Barcelone                           | Grand Prix |        | Terre (ext.)       | Manuel Orantes Patricio Rodríguez | Terry Addison Ray Keldie              | 8-10, 6-3, 6-1, 5-7, 6-2 | Tableau          |
| 01/11 | Stockholm Indoor Championships, Stockholm         | Grand Prix |        | Dur (int.)         | Rod Laver Roy Emerson             | Andrés Gimeno Graham Stilwell         | 6-4, 6-2                 | Tableau          |
| 11/11 | South American Open, Buenos Aires                 | Grand Prix |        | Terre (ext.)       | Jaime Fillol Patricio Cornejo     | Roy Emerson Frew McMillan             | abandon                  | Tableau          |

### Double mixte
| Date     | Nom et lieu du tournoi       | Cat.      | ($) | Surf.        | Vainqueur                          | Finaliste                          | Score            |         |
| 20/01/69 | Australian Open, Melbourne   | G. Chelem |     | Herbe (ext.) | Margaret Smith Court Marty Riessen | Ann Haydon-Jones Fred Stolle       | finale non jouée | Tableau |
| 26/05/69 | Roland-Garros, Paris         | G. Chelem |     | Terre (ext.) | Margaret Smith Court Marty Riessen | Françoise Dürr Jean-Claude Barclay | 6-3, 6-2         | Tableau |
| 23/06/69 | The Championships, Wimbledon | G. Chelem |     | Herbe (ext.) | Ann Haydon-Jones Fred Stolle       | Judy Tegart-Dalton Tony Roche      | 6-2, 6-3         | Tableau |
| 28/08/68 | US Open, Forest Hills        | G. Chelem |     | Herbe (ext.) | Margaret Smith Court Marty Riessen | Françoise Dürr Dennis Ralston      | 7-5, 6-3         | Tableau |

### Coupe Davis
| Dates                       | Tournoi               | Lieu                            | Vainqueurs                      | Finalistes              | Score        | Tableau |
| --------------------------- | --------------------- | ------------------------------- | ------------------------------- | ----------------------- | ------------ | ------- |
| Du 19/09/1969 au 21/09/1969 | Coupe Davis Dur (ITF) | Finale à Cleveland (États-Unis) | Arthur Ashe Stan Smith Bob Lutz | Ilie Năstase Ion Țiriac | 5 matchs à 0 | Tableau |